# Vert d'eau
Pour les articles ayant des titres homophones, voir Verdeau et Verdot.
Le vert d'eau est un nom de couleur qui désigne un vert très clair « rappelant plus ou moins la transparente tonalité des eaux limpides en grandes masses ». Il est d'usage principalement dans l'habillement et la décoration.
Selon la même source, les vert d'eau industriels étaient des acétates de cuivre (vert-de-gris) parfois mêlés de gypse ou de kaolin. Dans des manuels anciens, on trouve les verts d'eau tirés des sels de cuivre naturels, après qu'on en ait tiré les substances plus colorées comme les cendres vertes. Vingt-cinq ans auparavant, le Moniteur de la papeterie indiquait : « On divise les couleurs en : primitives, binaires, ternaires (…) les couleurs binaires mixtes sont celles dans lesquelles une des couleurs primitives est en excès, ainsi : — Le vert d'eau avec bleu prédominant. — Le vert mousse avec jaune prédominant ».
Dans les nuanciers modernes, on trouve vert d'eau, 1275 vert d'eau, 964 vert d'eau, vert d'eau.

L'expression vert d'eau est attestée en français en 1750, dans une description des peintures intérieures d'une maison à vendre.

## Informatique
Le nom de couleur du Web aqua (eau en latin) renvoie un bleu-vert à la saturation et luminosité maximales, dont le code est #00FFFF.